# Elasmus subauriceps
Elasmus subauriceps är en stekelart som beskrevs av Girault 1922. Elasmus subauriceps ingår i släktet Elasmus och familjen finglanssteklar. Inga underarter finns listade i Catalogue of Life.